# Copa Colombia 2014
Die Copa Colombia 2014, nach einem Sponsor auch Copa Postobón genannt, war eine Austragung des kolumbianischen Pokalwettbewerbs im Fußball der Herren, die vom 25. Juni bis zum 12. November 2014 stattfand. Am Pokalwettbewerb nehmen alle Mannschaften der Categoría Primera A und der Categoría Primera B teil. Vorjahressieger war Atlético Nacional. Deportes Tolima konnte sich im Finale gegen Santa Fe durchsetzen und gewann seinen ersten Titel.

## Modus
Die Mannschaften waren nach regionalen Kriterien auf sechs Gruppen verteilt, in denen alle Mannschaften in Hin- und Rückspielen gegeneinander spielten. Für das Achtelfinale qualifizierten sich alle Gruppensieger und -zweiten sowie die vier besten Gruppendritten. Ab dem Achtelfinale wurde im K.-o.-System mit Hin- und Rückspielen gespielt.

## Teilnehmer
Die folgenden Vereine nahmen an der Copa Colombia 2014 teil. 
| Categoría Primera A    | Categoría Primera B   |
| ---------------------- | --------------------- |
| Águilas Doradas        | América de Cali       |
| Alianza Petrolera      | Atlético Bucaramanga  |
| Atlético Huila         | Barranquilla FC       |
| Atlético Nacional      | Bogotá FC             |
| Boyacá Chicó           | Cortuluá              |
| Deportes Tolima        | Cúcuta Deportivo      |
| Deportivo Cali         | Dépor FC              |
| Deportivo Pasto        | Deportes Quindío      |
| Envigado FC            | Deportivo Pereira     |
| Fortaleza FC           | Deportivo Rionegro    |
| Independiente Medellín | Expreso Rojo          |
| Junior                 | Jaguares de Córdoba   |
| La Equidad             | Llaneros FC           |
| Millonarios            | Real Cartagena        |
| Once Caldas            | Real Santander        |
| Patriotas              | Unión Magdalena       |
| Santa Fe               | Universitario Popayán |
| Uniautónoma FC         | Valledupar FC         |

## Gruppenphase

### Gruppe A

#### Tabelle
| Pl. | Verein          | Sp. | S | U | N | Tore    | Diff. | Punkte |
| --- | --------------- | --- | - | - | - | ------- | ----- | ------ |
| 1.  | Junior          | 10  | 6 | 3 | 1 | 020:600 | +14   | 21     |
| 2.  | Valledupar FC   | 10  | 5 | 4 | 1 | 017:700 | +10   | 19     |
| 3.  | Real Cartagena  | 10  | 3 | 4 | 3 | 013:120 | +1    | 13     |
| 4.  | Uniautónoma FC  | 10  | 4 | 1 | 5 | 010:130 | −3    | 13     |
| 5.  | Barranquilla FC | 10  | 3 | 4 | 3 | 007:110 | −4    | 13     |
| 6.  | Unión Magdalena | 10  | 0 | 2 | 8 | 004:220 | −18   | 02     |

#### Kreuztabelle
| Gruppe A        | Barranquilla FC | Junior | Real Cartagena | Uniautónoma FC | Unión Magdalena | Valledupar |
| --------------- | --------------- | ------ | -------------- | -------------- | --------------- | ---------- |
| Barranquilla FC |                 | 1:4    | 1:1            | 2:1            | 1:0             | 0:0        |
| Junior          | 2:0             |        | 1:1            | 3:0            | 1:1             | 3:2        |
| Real Cartagena  | 0:0             | 0:0    |                | 0:1            | 7:0             | 1:5        |
| Uniautónoma FC  | 3:1             | 0:2    | 0:1            |                | 1:0             | 1:2        |
| Unión Magdalena | 0:1             | 0:4    | 1:2            | 1:2            |                 | 1:1        |
| Valledupar FC   | 0:0             | 1:0    | 3:0            | 1:1            | 2:0             |            |

### Gruppe B

#### Tabelle
| Pl. | Verein                 | Sp. | S | U | N | Tore    | Diff. | Punkte |
| --- | ---------------------- | --- | - | - | - | ------- | ----- | ------ |
| 1.  | Atlético Nacional      | 10  | 6 | 3 | 1 | 020:120 | +8    | 21     |
| 2.  | Independiente Medellín | 10  | 6 | 3 | 1 | 016:900 | +7    | 21     |
| 3.  | Envigado FC            | 10  | 3 | 4 | 3 | 012:120 | ±0    | 13     |
| 4.  | Jaguares de Córdoba    | 10  | 2 | 5 | 3 | 007:900 | −2    | 11     |
| 5.  | Águilas Doradas        | 10  | 1 | 5 | 4 | 012:140 | −2    | 08     |
| 6.  | Deportivo Rionegro     | 10  | 0 | 4 | 6 | 011:220 | −11   | 04     |

#### Kreuztabelle
| Gruppe B               | Águilas Doradas | Atlético Nacional | Deportivo Rionegro | Envigado FC | Independiente Medellín |     |
| ---------------------- | --------------- | ----------------- | ------------------ | ----------- | ---------------------- | --- |
| Águilas Doradas        |                 | 1:3               | 6:3                | 1:2         | 2:2                    | 0:0 |
| Atlético Nacional      | 2:1             |                   | 2:2                | 3:3         | 3:0                    | 1:0 |
| Deportivo Rionegro     | 0:0             | 2:3               |                    | 0:1         | 0:1                    | 0:0 |
| Envigado FC            | 0:0             | 0:1               | 4:2                |             | 1:1                    | 0:0 |
| Independiente Medellín | 0:0             | 2:1               | 3:0                | 2:0         |                        | 2:1 |
| Jaguares de Córdoba    | 1:0             | 1:1               | 1:1                | 2:1         | 1:3                    |     |

### Gruppe C

#### Tabelle
| Pl. | Verein               | Sp. | S | U | N | Tore    | Diff. | Punkte |
| --- | -------------------- | --- | - | - | - | ------- | ----- | ------ |
| 1.  | Boyacá Chicó         | 10  | 5 | 5 | 0 | 011:400 | +7    | 20     |
| 2.  | Patriotas            | 10  | 5 | 4 | 1 | 010:800 | +2    | 19     |
| 3.  | Cúcuta Deportivo     | 10  | 4 | 5 | 1 | 013:600 | +7    | 17     |
| 4.  | Alianza Petrolera    | 10  | 2 | 4 | 4 | 010:110 | −1    | 10     |
| 5.  | Atlético Bucaramanga | 10  | 2 | 3 | 5 | 009:130 | −4    | 09     |
| 6.  | Real Santander       | 10  | 1 | 1 | 8 | 007:180 | −11   | 04     |

#### Kreuztabelle
| Gruppe C             |     | Atlético Bucaramanga |        |        |     | Real Santander |
| -------------------- | --- | -------------------- | ------ | ------ | --- | -------------- |
| Alianza Petrolera    |     | 1:1                  | 0:1    | 0:2    | 4:0 | 27.08.         |
| Atlético Bucaramanga | 3:0 |                      | 27.08. | 0:2    | 1:2 | 1:0            |
| Boyacá Chicó FC      | 0:0 | 2:1                  |        | 1:1    | 0:0 | 2:1            |
| Cúcuta Deportivo     | 1:1 | 0:0                  | 0:1    |        | 1:1 | 3:0            |
| Patriotas            | 1:0 | 2:1                  | 0:0    | 27.08. |     | 2:0            |
| Real Santander       | 0:2 | 3:0                  | 0:3    | 2:2    | 0:1 |                |

### Gruppe D

#### Tabelle
| Pl. | Verein       | Sp. | S | U | N | Tore    | Diff. | Punkte |
| --- | ------------ | --- | - | - | - | ------- | ----- | ------ |
| 1.  | Santa Fe     | 10  | 9 | 0 | 1 | 021:900 | +12   | 27     |
| 2.  | La Equidad   | 10  | 4 | 4 | 2 | 014:110 | +3    | 16     |
| 3.  | Llaneros FC  | 10  | 4 | 2 | 4 | 011:110 | ±0    | 14     |
| 4.  | Bogotá FC    | 10  | 4 | 2 | 4 | 010:110 | −1    | 14     |
| 5.  | Millonarios  | 10  | 2 | 1 | 7 | 008:130 | −5    | 07     |
| 6.  | Expreso Rojo | 10  | 2 | 1 | 7 | 007:160 | −9    | 07     |

#### Kreuztabelle
| Gruppe D     |     | Expreso Rojo | La Equidad |     | Millonarios FC | Santa Fe |
| ------------ | --- | ------------ | ---------- | --- | -------------- | -------- |
| Bogotá FC    |     | 2:2          | 1:1        | 1:0 | 0:1            | 1:2      |
| Expreso Rojo | 0:1 |              | 0:1        | 0:1 | 2:1            | 1:2      |
| La Equidad   | 1:0 | 3:0          |            | 2:2 | 1:0            | 1:2      |
| Llaneros FC  | 0:1 | 0:1          | 1:1        |     | 2:1            | 3:1      |
| Millonarios  | 1:2 | 1:0          | 2:2        | 1:2 |                | 0:1      |
| Santa Fe     | 3:1 | 4:1          | 3:1        | 2:0 | 1:0            |          |

### Gruppe E

#### Tabelle
| Pl. | Verein                | Sp. | S | U | N | Tore    | Diff. | Punkte |
| --- | --------------------- | --- | - | - | - | ------- | ----- | ------ |
| 1.  | Cortuluá              | 10  | 4 | 5 | 1 | 012:800 | +4    | 17     |
| 2.  | América de Cali       | 10  | 3 | 5 | 2 | 014:800 | +6    | 14     |
| 3.  | Deportivo Cali        | 10  | 3 | 5 | 2 | 011:900 | +2    | 14     |
| 4.  | Deportivo Pasto       | 10  | 4 | 2 | 4 | 012:110 | +1    | 14     |
| 5.  | Dépor FC              | 10  | 3 | 2 | 5 | 010:150 | −5    | 11     |
| 6.  | Universitario Popayán | 10  | 2 | 3 | 5 | 007:150 | −8    | 09     |

#### Kreuztabelle
| Gruppe E              |     | Cortuluá | Dépor FC | Deportivo Cali | Deportivo Pasto | Universitario Popayán |
| --------------------- | --- | -------- | -------- | -------------- | --------------- | --------------------- |
| América de Cali       |     | 2:2      | 4:0      | 2:2            | 0:1             | 2:1                   |
| Cortuluá              | 0:0 |          | 2:0      | 0:0            | 2:0             | 1:1                   |
| Dépor FC              | 1:1 | 1:2      |          | 1:2            | 2:1             | 2:0                   |
| Deportivo Cali        | 0:0 | 0:1      | 2:1      |                | 0:1             | 1:1                   |
| Deportivo Pasto       | 0:3 | 3:1      | 1:1      | 1:1            |                 | 4:0                   |
| Universitario Popayán | 1:0 | 1:1      | 0:1      | 1:2            | 1:0             |                       |

### Gruppe F

#### Tabelle
| Pl. | Verein            | Sp. | S | U | N | Tore    | Diff. | Punkte |
| --- | ----------------- | --- | - | - | - | ------- | ----- | ------ |
| 1.  | Deportes Tolima   | 10  | 8 | 0 | 2 | 022:700 | +15   | 24     |
| 2.  | Deportes Quindío  | 10  | 5 | 2 | 3 | 015:140 | +1    | 17     |
| 3.  | Once Caldas       | 10  | 5 | 1 | 4 | 016:140 | +2    | 16     |
| 4.  | Atlético Huila    | 10  | 4 | 1 | 5 | 014:140 | ±0    | 13     |
| 5.  | Fortaleza FC      | 10  | 3 | 3 | 4 | 007:100 | −3    | 12     |
| 6.  | Deportivo Pereira | 10  | 1 | 1 | 8 | 007:220 | −15   | 04     |

#### Kreuztabelle
| Gruppe F          | Atlético Huila | Deportes Quindío | Deportes Tolima | Deportivo Pereira | Fortaleza FC | Once Caldas |
| ----------------- | -------------- | ---------------- | --------------- | ----------------- | ------------ | ----------- |
| Atlético Huila    |                | 1:1              | 0:2             | 2:1               | 1:0          | 2:0         |
| Deportes Quindío  | 4:2            |                  | 1:3             | 2:1               | 1:0          | 2:1         |
| Deportes Tolima   | 2:1            | 4:2              |                 | 3:0               | 1:0          | 3:0         |
| Deportivo Pereira | 0:3            | 0:1              | 0:3             |                   | 1:2          | 2:1         |
| Fortaleza FC      | 2:1            | 0:0              | 2:1             | 0:0               |              | 1:4         |
| Once Caldas       | 2:1            | 2:1              | 1:0             | 5:2               | 0:0          |             |

### Rangliste der Gruppendritten
Die besten vier Gruppendritten qualifizierten sich für das Achtelfinale.
| Pl. | Verein           | Sp. | S | U | N | Tore    | Diff. | Punkte |
| --- | ---------------- | --- | - | - | - | ------- | ----- | ------ |
| 1.  | Cúcuta Deportivo | 10  | 4 | 5 | 1 | 013:600 | +7    | 17     |
| 2.  | Once Caldas      | 10  | 5 | 1 | 4 | 016:140 | +2    | 16     |
| 3.  | Deportivo Cali   | 10  | 3 | 5 | 2 | 011:900 | +2    | 14     |
| 4.  | Llaneros FC      | 10  | 4 | 2 | 4 | 011:110 | ±0    | 14     |
| 5.  | Real Cartagena   | 10  | 3 | 4 | 3 | 013:120 | +1    | 13     |
| 6.  | Envigado FC      | 10  | 3 | 4 | 3 | 012:120 | ±0    | 13     |

## K.O.-Phase

### Achtelfinale
Die Spiele des Achtelfinales wurden zwischen dem 4. und 18. September 2014 ausgetragen.
|                        | Gesamt          |                   | Hinspiel | Rückspiel |
| ---------------------- | --------------- | ----------------- | -------- | --------- |
| Llaneros FC            | 2:2 (2:4 i. E.) | Junior            | 1:1      | 1:1       |
| Deportivo Cali         | 2:2 (2:3 i. E.) | Atlético Nacional | 1:2      | 1:0       |
| Once Caldas            | 3:1             | Boyacá Chicó      | 2:1      | 1:0       |
| Cúcuta Deportivo       | 1:4             | Santa Fe          | 1:2      | 0:2       |
| Valledupar FC          | 4:2             | Cortuluá          | 3:1      | 1:1       |
| Independiente Medellín | 2:5             | Deportes Tolima   | 0:1      | 2:4       |
| La Equidad             | 2:2 (3:4 i. E.) | Patriotas         | 0:0      | 2:2       |
| Deportes Quindío       | 1:0             | América de Cali   | 1:0      | 0:0       |

### Viertelfinale
Die Spiele des Viertelfinales wurden zwischen dem 1. und 8. Oktober 2014 ausgetragen.
|                   | Gesamt |                 | Hinspiel | Rückspiel |
| ----------------- | ------ | --------------- | -------- | --------- |
| Atlético Nacional | 2:4    | Deportes Tolima | 2:2      | 0:2       |
| Valledupar FC     | 4:7    | Junior          | 2:3      | 2:4       |
| Patriotas         | 6:3    | Once Caldas     | 2:2      | 4:1       |
| Deportes Quindío  | 2:4    | Santa Fe        | 0:2      | 2:2       |

### Halbfinale
Die Spiele des Halbfinales wurden zwischen dem 22. und 30. Oktober 2014 ausgetragen.
|           | Gesamt |                 | Hinspiel | Rückspiel |
| --------- | ------ | --------------- | -------- | --------- |
| Santa Fe  | 1:0    | Junior          | 0:0      | 1:0       |
| Patriotas | 1:2    | Deportes Tolima | 0:0      | 1:2       |

### Finale
Deportes Tolima konnte sich nach Hin- und Rückspiel knapp durchsetzen und wurde zum ersten Mal kolumbianischer Pokalsieger.

#### Hinspiel
| Paarung         | Deportes Tolima – Santa Fe |
| Ergebnis        | 2:0 (0:0) |
| Datum           | 5. November 2014 um 19:45 Uhr (UTC-5) |
| Stadion         | Estadio Manuel Murillo Toro, Ibagué |
| Zuschauer       | 18.000 |
| Schiedsrichter  | Luis Sánchez |
| Tore            | 1:0 Félix Noguera (75.) 2:0 Yimmi Chará (86.) |
| Deportes Tolima | Leonardo Burián, Didier Delgado, Davinson Monsalve, Julián Alveiro Quiñones, Félix Noguera, Wilmar Barrios, Nicolás Palacios, Yimmi Chará (ab 89. John Hurtado), Juan Alejandro Mahecha, David Macalister Silva (ab 68. Andrés Felipe Ibargüen), Charles Monsalvo (ab 82. Héctor Acuña) Cheftrainer: Alberto Gamero |
| Santa Fe        | Camilo Vargas, José Julián de la Cuesta, Yair Arrechea, Dairon Mosquera, Sergio Otálvaro, Daniel Alejandro Torres, Juan Daniel Roa, Luis Carlos Arias, Omar Sebastián Pérez (ab 89. Darío Rodríguez Parra), Jefferson Cuero (ab 85. Michael Rangel), Wilson Morelo Cheftrainer: Gustavo Costas                      |
| Gelbe Karten    | Davinson Monsalve, Julián Quiñones – Luis Carlos Arias, Daniel Torres |

#### Rückspiel
| Paarung         | Santa Fe – Deportes Tolima |
| Ergebnis        | 2:1 (1:1) |
| Datum           | 12. November 2014 um 20:00 Uhr (UTC-5) |
| Stadion         | Estadio Nemesio Camacho, Bogotá |
| Zuschauer       | 30.000 |
| Schiedsrichter  | Gustavo Saldarriaga |
| Tore            | 1:0 Luis Carlos Arias (42.) 1:1 Andrés Ibargüen (44.) 2:1 Jefferson Cuero (56.) |
| Santa Fe        | Róbinson Zapata, Yerry Mina, José Julián De La Cuesta (74. Wilson Morelo), Francisco Meza, Sergio Otálvaro (46. Juan Daniel Roa), Daniel Alejandro Torres, Luis Manuel Seijas (65. Daiyron Mosquera), Luis Carlos Arias, Omar Sebastián Pérez , Wilder Medina, Jefferson Cuero. Cheftrainer: Gustavo Costas |
| Deportes Tolima | Leonardo Burián, Félix Noguera , Davinson Monsalve, Nicolás Palacios, Julián Alveiro Quiñones, David Macalister Silva (86. Breyner Bonilla), Juan Alejandro Mahecha, Wilmar Barrios, Didier Delgado, Andrés Felipe Ibargüen, Wilfrido de la Rosa (71. Marco Pérez Murillo) Cheftrainer: Alberto Gamero      |
| Gelbe Karten    | José Julián de la Cuesta – Wilmar Barrios, Nicolás Palacios, David Silva, Félix Noguera, Davinson Monsalve, Andrés Ibargüen |
| Platzverweise   | keine – Marco Pérez Murillo |

## Torschützenliste
Bei gleicher Anzahl von Treffern sind die Spieler alphabetisch geordnet.
| Pl. | Spieler             | Mannschaft      | Tore |
| --- | ------------------- | --------------- | ---- |
| 1.  | Óscar Santos        | Valledupar FC   | 10   |
| 2.  | Michael Rangel      | Santa Fe        | 9    |
| 3.  | Yessi Mena          | Junior          | 8    |
| 4.  | Jefferson Cuero     | Santa Fe        | 7    |
| 4.  | Wilfrido de la Rosa | Deportes Tolima | 7    |
| 4.  | Leonardo Villagra   | La Equidad      | 7    |
| 6.  | Johan Arango        | Once Caldas     | 6    |
| 6.  | Milton Rodríguez    | Cortuluá        | 6    |